# 우리들
《우리들》은 2016년에 개봉한 대한민국의 영화이다. 윤가은이 감독과 각본을 맡았으며, 감독의 장편 영화 데뷔 작이기도 하다. 2016년 2월 열린 제66회 베를린 국제 영화제에서 처음 공개되었으며, 이후 2016년 6월 대한민국에 개봉하였다.
안녕
초등학교 4학년 선이는 학교에서는 친구들과 겉돌고 집 안에서는 병든  부모님과 말썽꾸러기 동생 윤이를 돌보느라 바쁘다. 친구들과 친해지고 싶지만 인기 많은 보라는 선이를 대놓고 무시하고 따돌린다. 여름방학이 시작되었을 때, 학교에는 지아라는 아이가 전학 오고, 친구 사귀기가 힘들었던 둘은 우연한 계기로 친구가 된다. 
지아는 이혼한 아버지 대신 할머니와 함께 자라는 부잣집 아이였다. 선이는 지아와 더 친해지고 싶지만 둘의 가정 환경 차이 때문에 조금씩 어긋남이 발생한다. 약간의 부침에도 금세 화해하기는 했지만, 지아가 학원에 다니기 시작하고 선이와 사이가 안 좋은 보라와 친해지면서 둘은 서먹서먹해진다. 보라는 유복하고 독특한 배경을 지닌 지아를 맘에 들어 했고 선이를 지아에게서 따돌린다. 방학이 끝나고 학교가 개학했을 때 지아는 아예 선이를 멀리한다. 보라는 지아의 이야기를 이용해 선이를 자극한다.
선이는 엄마 때문에 지아와 보라가 다니는 학원에 등록하게 되는데, 우연한 계기로 혼자 남은 보라와 조금 친해진다. 선이는 지아의 비밀 등을 보라에게 말하고, 보라는 이를 퍼뜨려 지아의 이미지를 좋지 않게 만든다. 지아는 보라와 관계가 안 좋아지고 선이와 지아의 관계도 매우 악화된다. 지아는 선이네 아빠가 알코올 중독자라는 사실을 폭로하고 선이는 지아가 과거 학교에서 왕따를 당했다는 사실을 폭로한다. 또 둘은 큰 싸움을 벌이게 된다.
지아는 예전의 선이처럼 반에서 따돌림당하는 아이가 되었다. 선이는 늘 연호와 싸우며 맞기만 하는 동생 윤이를 질책한다. 그러자 윤이는 서로 때리고 때리고를 반복하면 같이 놀 수가 없다고 말한다. 학교에서, 선이는 반 아이들에게 괴롭힘당하는 지아에게 손을 내민다.
마지막 장면에서는 체육시간에 경기를 하는 게 배경으로 나온다. 손톱에는 봉숭아 물이 아직 조금 들어있다. 그 장면 역시 지아와 선이는 사이가 어색하다. 지아가 실수로 선을 밟자 아이들이 선을 밟았다고 빠지라고 한다. 그러자 선이가 선을 안 밟았다고 지아 편을 들어준다.

## 배우
- 최수인(주연): 선 역
- 설혜인(주연): 지아 역
- 이서연: 보라 역
- 강민준: 윤 역
- 김희준: 은주 역
- 김채연: 태연 역
- 장혜진: 엄마 역
- 손석배: 아빠 역
- 김태엽: 담임 선생님 역
- 최찬숙: 지아 할머니 역
- 유호한: 학원 원장 선생님 역
- 전석민: 지아 아빠 역
- 장희재: 애인 역
- 이우진: 문방구 주인 역
- 방인하: 간호사 역
- 안정우: 아파트 남자 역
- 김영미: 학교 선생님 역
- 최준우: 민철 역

## 개봉
2016년 6월 16일 엣나인필름을 통하여 대한민국 136개 스크린에서 개봉하였다. 일본에서는 2017년 9월 23일 에스비 가든 시네마를 시작으로 30개 관에서 개봉하였다.

### 홈 미디어
《우리들》은 2017년 2월 16일 DVD로 출시되었다. 이후 2018년 12월 20일, 인조인간을 통하여 디스크 2장으로 구성된 블루레이 디스크가 출시되었다. DVD와 블루레이 디스크에는 코멘터리와 부가영상이 포함되어 있다.

## 평가

### 박스오피스
2019년 9월 10일을 기준으로 50,450명의 관객수와 \374,105,614의 매출을 기록하였다.

### 수상
| 연도   | 시상식                      | 부문            | 후보       | 결과 | 참고  |
| ------ | --------------------------- | --------------- | ---------- | ---- | ----- |
| 2016년 | 제25회 부일영화상           | 신인감독상      | 윤가은     | 수상 | [ 4 ] |
| 2016년 | 제36회 한국영화평론가협회상 | 신인감독상      | 윤가은     | 수상 | [ 5 ] |
| 2016년 | 제36회 한국영화평론가협회상 | 10대 영화상     | 《우리들》 | 수상 | [ 5 ] |
| 2016년 | 제37회 청룡영화상           | 신인감독상      | 윤가은     | 수상 |       |
| 2016년 | 제17회 올해의 여성영화인상  | 감독상          | 윤가은     | 수상 |       |
| 2017년 | 제8회 올해의 영화상         | 독립영화상      | 《우리들》 | 수상 |       |
| 2017년 | 제16회 대한민국 국회대상    | 영화(예술) 부문 | 《우리들》 | 수상 |       |
| 2017년 | 제4회 들꽃영화상            | 대상            | 윤가은     | 수상 |       |